# White Desert Nationalpark
Sahara el Beyda, White Desert beskyttet område, er en nationalpark i Egypten, der blev etableret som et beskyttet område i 2002. Det ligger i Farafra-depressionen, 45 km nord for byen Qasr Al Farafra. En del af parken ligger i Farafra Oasen (New Valley Governorate).
Parken har store hvide kalkstensformationer, skabt gennem erosion af vind og sand. Der er klipper (i den nordlige ende af Farafra-depressionen), sandklitter (en del af det store sandhav) samt Wadi Hennis og oaser ved Ain El Maqfi og Ain El Wadi.
White Desert Nationalpark dækker et område på 300 km2. Det højeste punkt  er ved El Qess Abu Said og er 353 moh., og det laveste er ved Wadi Hennis på 32 moh.
Parken tjener som tilflugtssted for forskellige dyr, herunder den truede rhimgazelle (Gazella leptoceros) og den sårbare dorcasgazelle, såvel som mankefår, sjakaler,  sandræv, rød og fennec ræve samtsandkatten.